# Hanns Vischer
Sir Hanns Vischer (* 14. September 1876 in Basel; † 19. Februar 1945 in Newport Pagnell) war ein Missionar, britischer Kolonialbeamter und Afrikaforscher.
Bevor Vischer britischer Staatsbürger wurde, war er als Missionar im Hausaland unterwegs, als britischer Staatsbürger arbeitete er dann beim Colonial Administrative Service und entwickelte dort ein Bildungssystem, dass die lokalen kulturellen Besonderheiten mit einbezog. Für den Erfolg dieses Bildungssystem im nördlichen Nigeria erhielt Vischer den Ritterschlag.
Der in der Schweiz geborene Brite wurde berühmt für seine Wüstendurchquerung im Jahr 1906, die von Tripolis, Tunesien startete und am Tschadsee endete. Dazu nutzte er einen Urlaub in England, um für den Rückweg zu seinem Posten als Verwaltungsbeamter in Kukawa, den Landweg durch die Sahara zu wählen. Eine zweite Reise in die Gegenrichtung wurde ihm 1907 von seinem Vorgesetzten W.P. Hewby verwehrt. Er veröffentlichte über diese Reise 1910 das Buch Across the Sahara (dt. Durch die Sahara).
Die Reise von Vischer inspirierte John Hare 2001 zu einer Kamelexpedition, die die Reise in die Gegenrichtung durchführte, also die Expedition unternahm, die Vischer 1907 verwehrt blieb.

## Werke
- Hanns Vischer: Across the Sahara. From Tripoli to Bornu (Foreword by H.H. Johnston). London, Arnold, 1910. Repr. 1995: London, Darf Publishers. ISBN 1850771863. Faks. Repr. 2007: Saarbrücken, Fines Mundi.